# رضا بن عمار
رضا بن عمّار (23 مارس 1926 - 18 فبراير 1979)، سياسي تونسي، ولد في العاصمة بمنطقة المرسى، كان فلاحا قبل أن ينشط في العمل السياسي. خلال الحرب العالمية الثانية، تدرّب في معسكر أشرف عليه مدير الحزب الحر الدستوري الجديد آنذاك. كان من مؤسسي جيش التحرير التونسي، كما قاد المقاومة المسلحة في مدينة تونس ما بين سنة 1952 وسنة 1956.
ألقي عليه القبض من طرف الجيش الفرنسي سنة 1953 وتمكن من الفرار من زندالة باردو لللجوء إلى طرابلس ومنها توجّه إلى مصر ليتلقى، مع حوالي ستين 60 فردًا من الوطنيين، تدريبا عسكريّا في القاهرة.

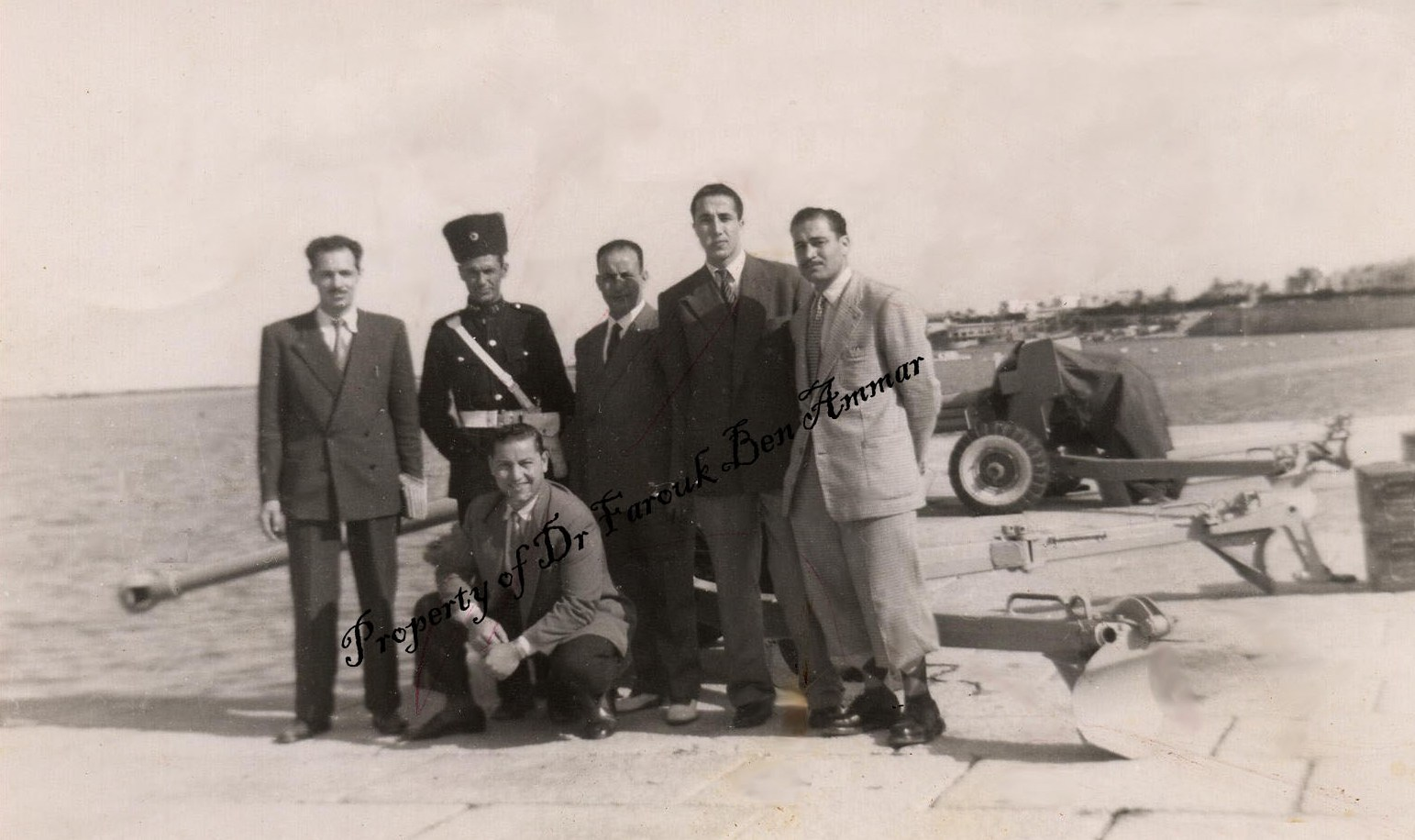
من اليمين إلى اليسار: رضا بن عمار، أحمد بن بلة وثلة من المناضلين بالميناء الحربي بطرابلس بعد عملية الفرار البطولية من زندالة باردو سنة 1953.

كان رضا بن عمّار أوّل من عارض اتّفاقيّات 3 جوان المبرمة بين تونس وفرنسا، حيث أشرف على مجموعة من المقاومين حددت مجال نشاطها المدن التونسية. تم اعتقاله من طرف الجيش التونسي والحرس الوطني بمدينة مجاز الباب يوم 21 ماي 1956 وحكمت عليه المحكمة العليا سنة 1957، فيما يعرف بقضيّة «المؤامرة اليوسفيّة»، بعشرين سنة أشغالا شاقة.
تم إطلاق سراح رضا بن عمّار سنة 1965، رغم رفضه البات لطلب العفو الرئاسي كما أراد الحبيب بورقيبة الذي عرض عليه الدخول في تشكيلة الحكومة ليشغل خطّة وزير الدفاع اعتبارا لخبرته الواسعة في المجال العسكري، لكنه رفض بكل لطف.
ظلّ رضا بن عمّار نشيطا في مجال حقوق الإنسان ورئيس شرفيا للرابطة التونسية لحقوق الإنسان.

## وفاته
توفّي رضا بن عمّار في 18 فيفري 1979 بعد مرض عضال، بتونس إثر عمليّة جراحيّة بمستشفى الرابطة بالعاصمة.